# Степной Крым
Степно́й Крым (укр. Степовий Крим, крымскотат. Qırım çölü, Къырым чёлю) — физико-географическая страна, расположенная в Восточной Европе в северной части Крымского полуострова, занимая около двух третей последнего. Граничит с севера с Причерноморской низменностью, Каркинитским заливом и заливом Сиваш, с юга — с Крымскими горами, с запада — с Чёрным морем, с востока — с заливом Сиваш и Керченским полуостровом.

## Геологическое строение

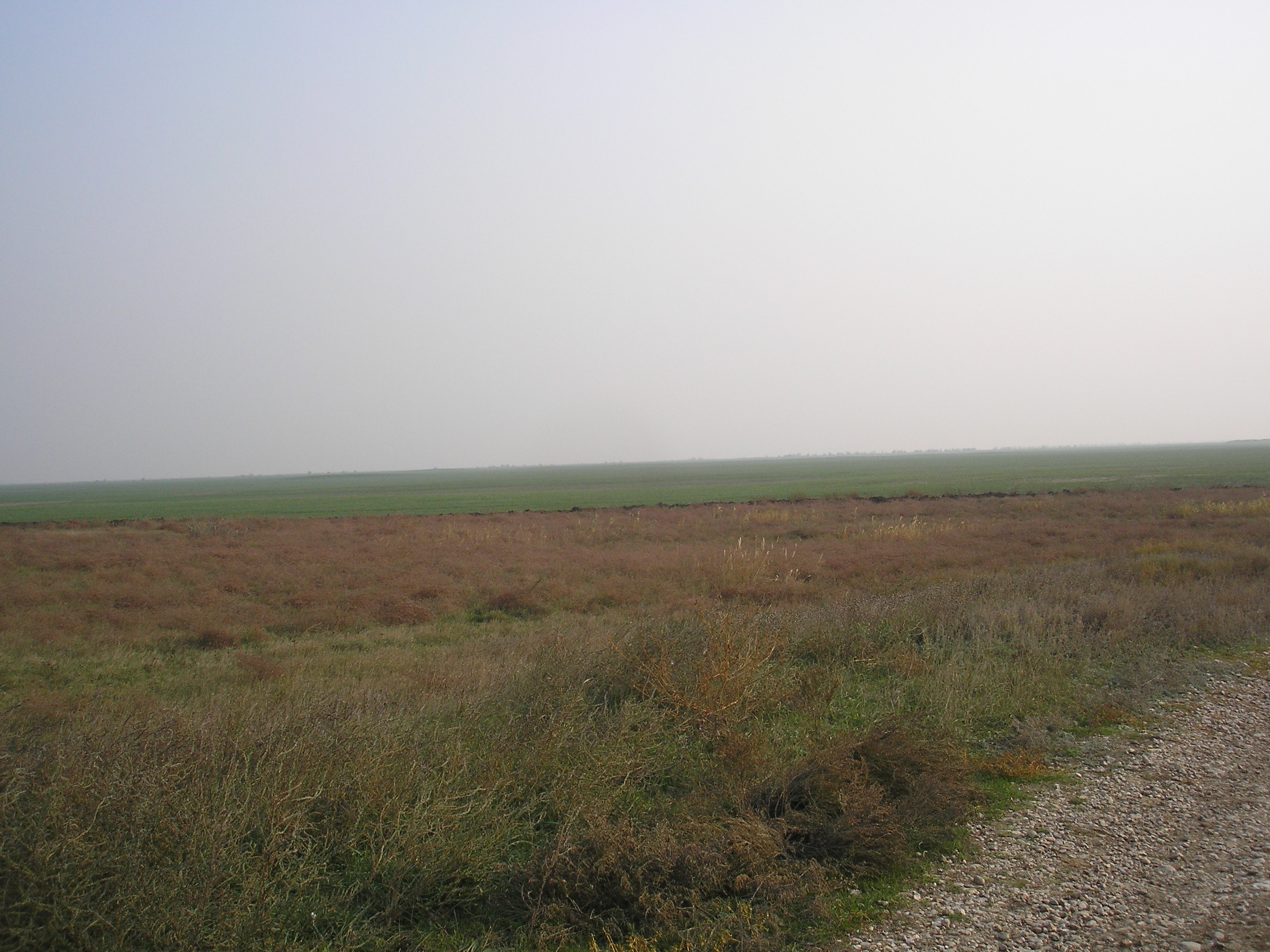
Степь, Нижнегорский район

Степной Крым является плоской равниной, увязанной с эпигерцинской Скифской платформой, а с поверхности сложенной морскими неогеновыми и континентальными четвертичными отложениями. Состоит из Северо-Крымской низменности и Центрально-Крымской равнины, а также Тарханкутской возвышенности, отличающейся полого-волнистым рельефом и береговыми обрывами высотой до 50 м.

## Климат
Климат Степного Крыма умеренно континентальный с продолжительным и жарким летом и короткой мягкой зимой. Такие климатические условия связаны с тем, что для вторгающихся на территорию Степного Крыма воздушных масс практически нет никаких препятствий. Как следствие, происходит приток как воздушных масс с Атлантического океана, так и арктического и тропического воздуха с севера и юга. Баланс влаги в Степном Крыму является отрицательным, сопровождаясь большой неустойчивостью увлажнения. Это влечёт за собой такие климатические явления как засухи и суховеи, что может причинять существенный ущерб садам и виноградникам, вызывать гибель зерновых и бахчевых культур, распространённых на территории этой страны, а также обмеление и пересыхание коротких крымских рек. Несмотря на это, Степной Крым является важнейшим производителем твёрдых сортов пшеницы и других зерновых культур. В 2015 году доля Крыма в общероссийском урожае пшеницы достигла 5 % от общероссийского показателя. Из 1,2 млн тонн около 0,3 идёт на внутреннее потребление, а остальное идёт на экспорт.

## Растительность
На тёмно-каштановых, иногда солонцеватых, и чернозёмных почвах, не распаханных под сельскохозяйственные культуры, простираются типчаково-ковыльные и полынно-злаковые степи. Типичными для Степного Крыма растениями являются различные виды ковыля, типчак, житняк, степной тонконог, а также другие многолетние дерновинные злаки. Весной цветут тюльпаны, ирисы, веснянка, гусиный лук и другие эфемеры и эфемероиды.

## Животный мир
Отсутствие естественных укрытий обусловило обитание на территории Степного Крыма большого количества норных животных. Это малый суслик, большой тушканчик, светлый хорёк, слепушонки, хомяки, различные мышевидные грызуны (полёвки, степные пеструшки и пр.) и т. п. Также распространены заяц-русак, полозы, ужи, степная гадюка, дрофы, журавли, серая куропатка, жаворонки, обыкновенный перепел, степные орлы, степные луни.